# Tinta barroca
Tinta barroca är en blå vindruva av arten Vitis vinifera. Ursprungligen är den från Portugal där den är en av fem druvor i portvinsblandningar. Druvan är värmetålig och klarar torka bra varför den trivs i varma klimat. Den ger över huvud taget en hög avkastning.
Tinta barroca har också rönt framgångar i sydafrikanska viner, till exempel från producenten Allesverloren.